# 322. pehotni polk (Wehrmacht)
322. pehotni polk (izvirno nemško Infanterie-Regiment 322) je bil eden izmed pehotnih polkov v sestavi redne nemške kopenske vojske med drugo svetovno vojno.

## Zgodovina
Polk je bil ustanovljen 26. avgusta 1939 kot polk 3. vala preko Landwehr-Kommandeur Stargard; polk je bil dodeljen 207. pehotni diviziji.
Februarja 1940 so bile 4., 8. in 12. četa reorganizirane v mitralješke čete, medtem ko je bila 15. (pionirska) četa odvzeta polku.
Med avgustom 1940 in februarjem 1941 je bil polk na počitku in popolnitvi. 
Maja 1941 so polk okrepili in ga dodelili 285. varnostni diviziji.
15. oktobra 1942 je bil polk preimenovan v 322. grenadirski polk.